# Geodèsia per satèl·lit

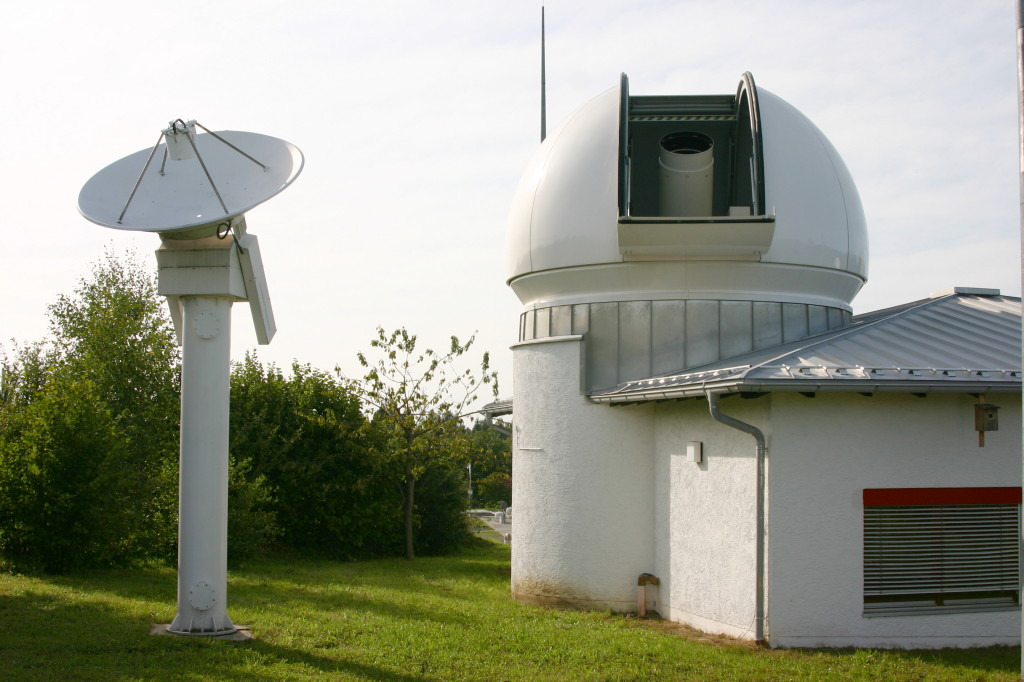
Wettzell Laser Ranging System, d'una cadena de satèl·lits de telemetria per làser.

La geodèsia per satèl·lit és una especialitat dins la geodèsia que tracta sobre la mesura de la forma i dimensions de la Terra, la ubicació dels objectes en la seva superfície i el valor del camp gravitatori de la Terra mitjançant tècniques de satèl·lit artificial — és a dir, geodèsia mitjançant satèl·lits artificials. Pertany a l'esfera més àmplia de la geodèsia espacial, que també inclou tècniques com la Interferometria de Molt Llarga Base (VLBI) geodètica i les mesures mitjançant làsers lunars. L'astronomia geodèsica tradicional no se sol considerar part de la geodèsia per satèl·lit, encara que existeix una considerable superposició entre les dues tècniques
Els principals objectius de la geodèsia per satèl·lit són:
1. La determinació de la figura de la Terra, el posicionament i navegació (geodèsia geomètrica per satèl·lit).[2]
2. Determinació de la gravetat de la Terra i el geoide (geodèsia dinàmica per satèl·lit).
3. Determinació, monitoratge i modelació de fenòmens geodinàmics (moviment polar, estabilitat de rotació de la Terra, geodinàmica,i el moviment de l'escorça terrestre).

## Mètodes de geodèsia per satèl·lit
- Geomètrica, Terra-Espai, on el satèl·lit artificial és un punt fix de l'espai i no requereix coneixement de la posició dels satèl·lits a l'espai (dimensions no-lineals, polars). S'utilitzava en els anys 50 i 60 i ara no s'empra gaire. La dificultat és que requereix observacions des de diversos punts a un punt fix, sincròniques en el temps.
- Dinàmica, Espai-Terra, on el satèl·lit artificial d'òrbita baixa és un "sensor" del camp gravitatori (la part inferior del satèl·lit i té una massa més gran de la major capacitat de resposta a la irregularitat del camp de gravetat). Ha de saber la ubicació del satèl·lit en el moment de l'observació {\displaystyle t}, la posició i la velocitat dels satèl·lits artificials orbitals en el moment {\displaystyle t_{0}} (inicial) i les pertorbacions reals del satèl·lit artificial en el moment {\displaystyle t_{0}} .

Els mètodes dinàmics estan relacionats amb el nomenament de les òrbites dels satèl·lits especialitzats d'òrbita baixa.

## Avantatges dels satèl·lits especialitzats d'òrbita baixa
- Poden tenir òrbites amb una inclinació diferent a la de l'equador
- Es poden moure en la direcció desitjada a la distància òptima de la Terra (per exemple, per a les mesures del camp gravitatori terrestre)
- Poden ser interactius (és a dir, poden treballar de forma interactiva amb els diferents aparells: transmissors, radars, etc.)